# Guido IV.
Guido IV. (franz.: Guy; † 1148 in Antiochia) war ein Vizegraf von Limoges aus dem Haus Comborn. Er war ein Sohn des Vizegrafen Archambaud IV. des Bärtigen von Comborn und dessen Ehefrau Humberge von Limoges.
Offenbar gemeinsam erbten Guido und sein Bruder Adémar IV. von ihrem 1139 gestorbenen Großvater mütterlicherseits, Adémar III., die Vizegrafschaft Limoges. Die väterliche Vizegrafschaft Comborn ging hingegen an ihren jüngeren Bruder Archambaud V. († um 1187). Als Teilnehmer des zweiten Kreuzzugs starb Guido in Antiochia.
Verheiratet war er mit Marquise, einer Tochter des Grafen Aldebert III. von La Marche. Da sie keine Kinder hatten, konnte sein Bruder Adémar IV. die alleinige Nachfolgte antreten, der starb aber noch im selben Jahr, worauf dessen Sohn Adémar V. neuer Vizegraf wurde.

## Quelle
- Ex Chronico Gaufredi Vosiensis §47, in: Recueil des Historiens des Gaules et de la France 12 (1867), S. 434.

| Vorgänger   | Amt                                                       | Nachfolger |
| ----------- | --------------------------------------------------------- | ---------- |
| Adémar III. | Vizegraf von Limoges (gemeinsam mit Adémar IV.) 1139–1148 | Adémar V.  |

| Personendaten    | Personendaten                        |
| ---------------- | ------------------------------------ |
| NAME             | Guido IV.                            |
| ALTERNATIVNAMEN  | Guy IV.                              |
| KURZBESCHREIBUNG | Vizegraf von Limoges                 |
| GEBURTSDATUM     | 11. Jahrhundert oder 12. Jahrhundert |
| STERBEDATUM      | 1148                                 |
| STERBEORT        | Antiochia                            |